# Society of Motion Picture and Television Engineers

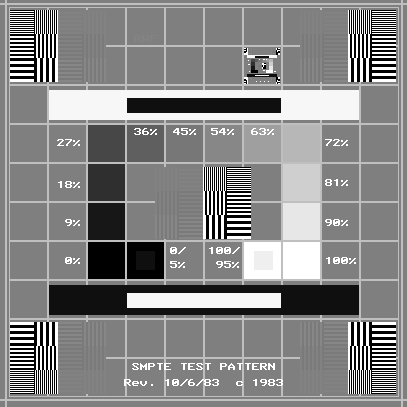
SMPTE-Testbild

Die Society of Motion Picture and Television Engineers, abgekürzt SMPTE (sɪmpti, manchmal auch sʌmpti), ist ein internationaler Verband aus dem Bereich der professionellen Film- und vor allem Videotechnik mit Sitz in White Plains, New York.

## Geschichte
Der Verband wurde 1916 als Society of Motion Picture Engineers (SMPE) gegründet, um die Entwicklung von Normen und Standards, die Forschung und wissenschaftliche Aktivitäten sowie die vernetzte Kommunikation und Ausbildung in der sich schnell entwickelnden Welt bewegter Bilder zu fördern. Mit dem Aufkommen der Fernsehindustrie wurde dem Namen des Verbands im Jahre 1950 die Bezeichnung „Television“ (dt. Fernsehen) hinzugefügt. Dementsprechend änderte sich auch die Abkürzung in SMPTE.
Auf der Oscarverleihung 1958 wurde die Gesellschaft für ihre Verdienste mit dem Ehrenoscar ausgezeichnet.

## Arbeit
Der Verband erarbeitet Standards in der Regel nicht selbst, sondern fungiert als Forum und Dokumentationsinstanz. Fast alle Herstellerfirmen aus dem Bereich der Videotechnik sind Mitglied in diesem Verband. Daher bilden die von der SMPTE dokumentierten Vereinbarungen neben den ITU- und den ANSI-Normen die Basis in diesem Technologiebereich.
Die wichtigsten Standards, an der der SMPTE in der Vergangenheit entscheidend mitgearbeitet hat:
- Standards für Video- und Filmkassetten, 1964 bis heute
- Standardisierung des Timecodes: SMPTE-Timecode, 1967/1969
- Standardisierung von HDTV, 1981 bis heute
- digitale Videosignalübertragungsstandards: SDI (SMPTE 259M, 1997 und SMPTE 344M, 2000) und SDTI (SMPTE 305M, 2000)
- digitales Videoformat MXF, (SMPTE 377M ff., 2004)
- IMD – SMPTE. Intermodulation Distortion – SMPTE Method, eine Methode der Verzerrungsmessung in der Elektroakustik